# Kunathip Yea-On
Kunathip Yea-On (taj. คุณาธิป เยี่ยอ้น ;ur. 18 sierpnia 1995) – tajski judoka. Olimpijczyk z Rio de Janeiro 2016, gdzie zajął siedemnaste miejsce w wadze ciężkiej. 
Siódmy na mistrzostwach Azji w 2015 i 2016. Triumfator igrzysk Azji Południowo-Wschodniej w 2015 roku.

## Letnie Igrzyska Olimpijskie 2016
| Konkurencja | Eliminacje           | Klas. końcowa |
| Konkurencja | Przeciwnik I         | Miejsce       |
| ----------- | -------------------- | ------------- |
| +100 kg     | Daniel Natea (ROU) P | 17.           |